# Bernard Lavallé
Bernard Lavallé, né le 24 septembre 1943 à Talence, est un hispaniste et historien français spécialiste de l’Amérique latine.

## Biographie
Au cours de ses études d’espagnol et de portugais à l’université de Bordeaux, Bernard Lavallé est formé à l’histoire coloniale hispano-américaine par François Chevalier et Noël Salomon (es). Après avoir été reçu à l’agrégation d’espagnol en 1967, il est enseignant à l’université Bordeaux III. Il s’engage dans une thèse d’État sur l’apparition de la conscience créole dans l’ancienne vice-royauté du Pérou. Cette thèse dirigée par Joseph Pérez est soutenue en 1978. Il devient ensuite professeur à l’université Bordeaux III (1980), avant de rejoindre l’université de la Sorbonne Nouvelle - Paris 3 de 1996 à 2010[réf. nécessaire].
Directeur de la Maison des Pays Ibériques de Talence (1989-1994), il a créé et animé des équipes de recherche (GIRDAL à Bordeaux, CRAEC à Paris) qui ont publié plusieurs dizaines d’ouvrages collectifs et d’actes de colloques.
Bernard Lavallé a dirigé près d'une quarantaine de thèses en France, Espagne, Italie et Équateur et a été professeur invité dans une dizaine de pays latino-américains.
Ses recherches d’abord centrées sur l’apparition du phénomène créole en Amérique du Sud, s’élargissent et se diversifient ensuite à l’occasion de nombreux articles et d’une vingtaine de livres : biographies (Pizarro et Las Casas), histoire de l’Église, relations de couple, questionnements de l’esclavage, activités économiques, élites indiennes, histoire des femmes, rivalités impériales dans le Pacifique, émigration française en Amérique, Guerre d’Espagne.

## Publications
- Recherches sur l'apparition de la conscience créole dans la vice-royauté du Pérou : l'antagonisme hispano-créole dans les ordres religieux (XVIe – XVIIe siècle). Lille : ANRT, 1982.
- Concepción, representación y papel del espacio en la reivindicación criolla del Perú colonial. Lima : Univ. F. Villarreal, 1983.
- Le marquis et le marchand, les luttes de pouvoir au Cuzco (1700-1730). Paris : CNRS, 1987 (El mercader y el marqués, luchas de poder en el Cusco (1700-1730). Lima : BCRP, 1988).
- Quito et la crise de l'alcabala (1580-1600). Paris : CNRS, 1992 (Quito y la crisis de la alcabala (1580-1600). Quito : IFEA-Corporación Editora Nacional, 1997).
- Las promesas ambiguas, ensayos sobre el criollismo colonial en los Andes. Lima : Instituto Riva Agüero-PUC, 1993.
- L'Amérique espagnole de Colomb à Bolivar. Paris : Belin, 1993.
- Alfred Ebelot, La guerre dans la Pampa, souvenirs et récits de la frontière argentine (1876-1879). Paris : L'Harmattan, 1994.
- Bibliografía francesa sobre el Ecuador (1968-1993), ciencias humanas, sociales y de la tierra. Quito : Corporación Editora Nacional, 1995.
- El cuestionamiento de la esclavitud en Quito colonial, Guaranda : U. Estatal de Bolívar, 1998.
- Amor y opresión en los Andes coloniales, Lima : IEP-IFEA-U. Ricardo Palma, 1999.
- La América española (1763-1898) Economía, in coll. Historia de España, t. 20, (1a parte, La América continental 1763-1820). Madrid : Síntesis, 2002.
- Traditions péruviennes (présentation et traduction). Pessac : Presses Universitaires de Bordeaux, 2002.
- Francisco Pizarro conquérant de l’extrême. Paris : Payot, 2003 (Francisco Pizarro y la conquista del imperio inca. Madrid : Espasa Calpe, 2005 ; Francisco Pizarro, biografía de una conquista. Lima : IFEA-IEP-PUCP, 2005 ; Francisco Pizarro y la conquista del imperio de los Incas. Barcelona : Planeta-De Agostini, 2007).
- L’Amérique de Charles Quint (collab.). Pessac : Presses Universitaires de Bordeaux, 2005.
- Del Garona al Mapocho : emigrantes, comerciantes y viajeros de Burdeos a Chile (1830-1870) (collab.). Santiago de Chile : Centro de Investigaciones Barros Arana, 2005.
- Bartolomé de Las Casas entre l’épée et la croix. Paris : Payot, 2007 (Bartolomé de Las Casas entre la espada y la cruz. Barcelona : Ariel et México : Paidos, 2009).
- Eldorados d’Amérique, mythes, mirages et réalité. Paris : Payot, 2011.
- Burdeos y la emigración francesa a Cuba durante el siglo XIX (collab.). Pessac : PUB, 2012.
- Miedos terrenales, angustias escatológicas y pánicos en Arequipa a comienzos del siglo XVII. Arequipa : Biblioteca Arequipa, 2012.
- Au nom des Indiens, une histoire de l’évangélisation en Amérique espagnole (XVIe – XVIIIe siècle). Paris : Payot, 2014.
- F. Buenaventura de Salinas y Córboba, Memorial informe y manifiesto (1646) (Estudio preliminar). Lima : Biblioteca Nacional del Perú, 2017.
- «Car ce combat est aussi le nôtre» : Bordeaux, les Bordelais et la Guerre d’Espagne (collab.). Pessac : PUB, 2018.
- Pacifique : à la croisée des empires de Magellan au président Wilson. Paris : Vendémiaire, 2018.
- ¡Libertad! La Gironde et la Guerre d’Espagne (1936-1939) (collab.). Bordeaux : Archives départementales de la Gironde, Milan : Silvana Editoriale, 2019.
- Amazones, saintes et rebelles : L'histoire éclipsée des femmes de l'Amérique espagnole. Paris : Vendémiaire, 2021.
- El general desconsuelo destos reynos de las Indias : Esperanzas y frustraciones criollas en torno a la prelación (siglos XVI-XIX). Lima : PUCP, 2022.
- "Volved por vuestra patria, que os la tiranizan!" El criollismo conventual en Quito de finales del siglo XVI a comienzos del siglo XVIII. Quito : UASB-CEN, 2023.

## Distinctions
- Prix Guy Lasserre (Académie nationale des Sciences, Belles-Lettres et Arts de Bordeaux, 2012)[12].
- Docteur honoris causa de l'Universidad Privada Antenor Orrego (Trujillo, Pérou, 2013)[13].
- Prix Duc de Loubat (Académie des Inscriptions et Belles-Lettres, 2016)[14].
- Prix Brives-Cazes (Académie nationale des Sciences, Belles-Lettres et Arts de Bordeaux, 2019)[15].
- Docteur honoris causa de la Pontificia Universidad Católica del Perú (Lima, 2019)[16].
- Grand Prix de l’Académie de Marine (2019)[17].
- Membre correspondant de plusieurs Académies Nationales d’Histoire hispano-américaines.